# TeenNick
TeenNick – amerykańska stacja telewizyjna skierowana do widzów w wieku 10-16 lat. Jej właścicielem jest Paramount Media Networks. Polska wersja kanału wystartowała 1 września 2021 roku.
Ramówkę kanału obejmują głównie seriale kierowane do młodzieży produkcji Nickelodeon Productions.
W lipcu 2025 roku Paramount Global poinformował o planowanym zakończeniu nadawania kanału w Polsce pod koniec 2025 roku.

## Dostępność w Polsce
- Canal+ – pozycja 164
- Polsat Box – pozycja 503[4]
- Orange TV – pozycja 575
- Telewizja Play
- Inea
- Netia – pozycja 117
- T-Mobile Magenta TV
- JMDI
- WP Pilot
- Gonet.tv
- Toya – pozycja 515

## Emitowane programy i seriale
- Gwiazda od zaraz
- Degrassi: Nowe pokolenie
- About a Girl
- Radiostacja Roscoe
- South of Nowhere
- Saved by the Bell
- Kenan i Kel
- The Best Years
- Beyond the Break
- The Fresh Prince of Bel-Air
- One on One
- Dawson’s Creek
- Moesha
- Sabrina
- Degrassi, Old School
- Clueless
- Summerland
- O'Grandy
- Caitlin's Way
- Romeo!
- Growing Paints
- MTV Spider-Man 2003
- Spider-Man: The New Animated Series
- All That
- The Hills
- Laguna Beach
- Just Jordan
- Nieidealna
- Zoey 101
- Drake i Josh
- H2O – wystarczy kropla
- iCarly
- True Jackson
- Big Time Rush
- Brygada
- Tajemnice domu Anubisa
- Victoria znaczy zwycięstwo
- Zagadki rodziny Hunterów
- Nicky, Ricky, Dicky i Dawn
- Super ninja
- Power Rangers Megaforce
- Power Rangers Samurai
- Alien Dawn
- Power Rangers Dino Charge
- Power Rangers Ninja Steel
- Kids’ Choice Awards
- Power Rangers
- Power Rangers Beast Morphers
- Power Rangers Dino Fury
- Power Rangers Ninja Steel
- Power Rangers Jungle Fury
- Power Rangers Dino Thunder
- Power Rangers Ninja Storm
- Power Rangers Time Force
- Power Rangers S.P.D.
- Power Rangers in Space
- Power Rangers Turbo
- Power Rangers Wild Force
- Power Rangers Lightspeed Rescue
- Power Rangers RPM
- Mighty Morphin Power Rangers
- Power Rangers Zeo
- Power Rangers Operation Overdrive
- Mr. Meaty
- Mia i ja
- Miss Farah(inne języki)
- Chybić Farah(inne języki)
- The 45 Rules of Divorce(inne języki)
- Miss Farah(inne języki)
- Chybić Farah(inne języki)
- Szał na Amandę
- Drake i Josh
- Księżniczka z krainy słoni
- Genie in the House
- H2O – wystarczy kropla
- iCarly
- Jaś Fasola (wersja ocenzurowana)
- My Parents are Aliens
- The Naked Brothers Band
- Szkolny poradnik przetrwania
- Renford Rejects
- Sabrina, nastoletnia czarownica
- The Sleepover Club
- Spectacular
- Nieidealna
- Zoey 101
- House of Anubis
- Zagadki rodziny Hunterów (na tym kanale ma pierwszy sezon 4 premiera)[5].
- Big Time Rush
- Brygada
- Drake i Josh
- H2O – wystarczy kropla
- iCarly
- Nieidealna
- Szał na Amandę
- Zoey 101
- Zagadki rodziny Hunterów
- Mia i ja

## Programy
- Szkoła Shredu

## Nick Movies
- Kroniki Spiderwick